# ロシア年金党
ロシア年金党（ロシア語: Российская партия пенсионеров、Rossiyskaya Partiya Pensionerov、Russian Pensioners' Party）は、ロシアの政党。
2003年12月7日ロシア連邦議会下院国家会議選挙において、年金党は、ロシア社会正義党と選挙協力を結び、3.1％の得票を得たが、5％条項に阻まれ議席獲得はならなかった。
2006年10月28日、ロシア生活党・祖国と三党で合同し、新党公正ロシアを結成した。